# クメン王国
クメン王国（クメンおうこく）は、テレビアニメ『装甲騎兵ボトムズ』の第二部の舞台となる、架空の惑星メルキアにある架空の地域。
名前のモチーフはクメール王国とされ、舞台設定と世界観がベトナム戦争下でのベトナムや、内戦状態のカンボジアに似ている。

## 概要
惑星メルキアのローラシル大陸の南端・バラミル半島にある小国で、農耕文化が盛んである。首都はザイデン。
クメン王国はギルガメス連合の主星・惑星メルキア上にありながら珍しく親バララント派であり、それ故にメルキア連邦政府とは対立関係にあった。
古くからの王族による統治が行われ、国民の多くは農耕の神であるバン・ヌー神を信仰の対象としている。
バララントの爆撃で多くの環境破壊が発生した惑星メルキアの中でも、豊かな自然環境が残された地域である。広大な熱帯雨林が広がり、湿度も非常に高い。生態系も豊富だが、未踏の地域も多く、伝染病を運ぶ生物も少なくない。

## クメン近代化
クメン王国は農耕が主要産業であったが、寄る近代化の波に抗えず、国家発展と生活水準向上の為に、政府は様々な近代化政策を打ち出していた。しかし、早急とも呼べる近代化故に、その土地にしがみついている有力農耕者達からの反発を強く招いていた。そうした農民達はバン・ヌー神を御旗に掲げ、やがてクメン内の反政府勢力と結託する。
クメン王国の第三皇子であるヒロラム・カンジェルマンは、反政府勢力を束ね「神聖クメン王国」を樹立。その配下となり秘密結社の支援を受けたビーラーゲリラの神出鬼没な戦い方は、クメン正規軍を大いに手こずらせることとなった。

## アッセンブルEX-10
正規軍はゲリラの攻撃に大いに苦しみ、正規軍以上にゲリラ退治に戦果を挙げ得る外人部隊に依存する傾向が強くなった。
そういった傭兵達の最前線基地はアッセンブルと呼ばれ、特にEX-10の司令官であるゴン・ヌー将軍は傭兵達を上手く運用して効率的にゲリラを退治し、「ビーラーキラー」と呼ばれた。
更にウドから流れてきた闇商人のブールーズ・ゴウトによって、ATH-06-WPのダイビングビートルを闇ルートで購入し、傭兵部隊の主戦力として役立てた。
クメン内乱末期には、キリコ・キュービィーもEX-10の一員として参加していた。

## クメンに暗躍した者達
内乱のクメン王国は、色々な疑惑の温床となる者達が逃げ込んだり、または生き抜くのに都合の良い場所といえた。
元メルキア軍中佐で、秘密結社幹部のセルジュ・ボローは、ウドの街で実験したファンタムレディーと、プロト・ツー「イプシロン」という二人のパーフェクトソルジャーの実験をカンジェルマンに取り入って行い、特にイプシロンの動かすATH-14-WPCのスナッピングタートルは、「ブルーAT」と呼ばれて恐れられた。
また、外伝『機甲猟兵メロウリンク』では、大戦末期の惑星ミヨイテでの軍事物資強奪による「ブランバンドール・スキャンダル」での容疑者の一人であるスヌーク少佐も「スタブロス」と名を変えて部下達と共に潜伏し、政府軍に協力する貴族として付近の住民から過剰な取り立てを行い、更には「狩り」と称してビーラーゲリラを血祭りに上げていく残忍な手法で悪名を売った。
クメン近辺には「リーニングタワー」と呼ばれるケルビン級宇宙戦艦が墜落し、地上に突き刺さったまま傾いた塔のようになった場所があり、そこに同じくブランバンドール・スキャンダル関係者のゴルフィ軍曹も潜んでいた。

## クメン内乱の末路
7214年6月に、クメン王国政府は、メルキア連邦政府との間に停戦協定を結んだ。これはビーラーゲリラの反乱に悩まされていたことと、クメン王国早期近代化の為の妥協と打算が入ったもの、そして百年戦争の終結によりメルキア政府が対クメンに全力を注ぐ事ができるようになったため、クメンが脅威を抱いたからでもあった。これにより今度はクメン王国政府側が対ビーラーに全力を注ぐ事が可能となり、戦いの主導権を握り、ビーラー側は後退を余儀なくされていく。
戦局不利となったビーラーゲリラは、根城であるカンジェルマン宮殿ムラハに立て籠もり、ここで最終決戦を迎え、激しい抵抗の末に玉砕した。だが、これは反乱の首魁であるカンジェルマンの真の目的でもあった。本来彼は王族でありながら、古いクメンの体制の改革を望む近代化の推進派だった。しかし古き血統の王族である自身が改革を進めることに限界を感じ、一転して反乱勢力を率いる立場となった。反乱勢力を一元化し、最終的に敗北することで改革反対派を滅ぼし、クメン内乱を終結させるのみならず早期近代化を実現することこそがカンジェルマンの目的であり、そして自らも自分を信じてついてきた者たちと共に滅びることが、彼なりの「けじめ」のつけ方であった。
この戦いでビーラーゲリラは一掃されたが、戦後にメルキア軍籍を得るはずであったゴン・ヌー将軍が戦死するなど、傭兵部隊アッセンブルEX-10も壊滅した。これは途中から戦闘に介入したメルキア軍降下騎兵部隊が、敵味方問わず攻撃をかけ殲滅した結果であった。戦争終結によりクメン政府にとって無用となる、さらにメルキア軍との裏取引で機密情報を知る傭兵部隊を一掃し、戦後処理を容易にするための処置で、部隊を派遣したバッテンタイン中将の命令により実行された。
反乱勢力の壊滅後、クメンは一応の早期近代化の時代を迎え、後に共和制に移行している。
しかし、テレビシリーズから32年後の世界を描いたOVA『幻影篇』第2話で描かれるクメン共和国には、依然工業化による急速な近代化を望まぬ勢力も未だ存在し、同国はクーデターと政権交代が繰り返される政情不安定な国家として描かれている。これはメルキア政府の援助の下にクメンの近代化が行われるという当初のプランが第4次銀河大戦勃発により頓挫してしまった事と、王室を廃止したことで民衆が心の拠り所を失った事が原因と思われる。
7247年には、カンジェルマンの遺志を継いでクメン近代化を推進してきたポル・ポタリア大統領が政敵のカンナム将軍によって引き起こされたクーデターによって失脚。大統領は首都から逃亡する途上、謎の死を遂げた。

## 生物
クメンには、多くの熱帯ジャングル特有の生物が住んでいる。
単眼トカゲのキモブト、雑食性のリスであるアセカ、不吉な鳥として嫌われるラムクオや、惑星カーチマスで捕獲されるエウノイに類似していた虫や、山蛭に毒虫、ヘビにワニなどといった動物が見られる。